# Lux-Lesebogen
Die Lux-Lesebogen waren eine Heftreihe für Jugendliche.
Wenige Monate nach dem Ende des Zweiten Weltkriegs erhielt der Verleger Sebastian Lux von der damaligen Militärregierung die Erlaubnis zur Publikation einer Heftreihe für die Jugend. Von 1946 bis 1964 erschienen 18 Jahre lang vierzehntäglich insgesamt 410 Hefte.

## Sebastian Lux Verlag
Nachdem der Verlag Sebastian Lux 1944 in München ausgebombt worden war, verzog er mit seinem Verlag nach Murnau, südlich von München. Er publizierte dort eine Reihe praktischer Ratgeber, ein Wörterbuch in 23 Sprachen und ein Fünf-Sprachen-Wörterbuch (Deutsch-Englisch-Französisch-Italienisch-Russisch). Besondere verlegerische Leistungen waren die vierzigbändige Weltgeschichte „Bild der Jahrhunderte“ aus der Feder des Münchner Historikers Otto Zierer und die erste technisch-naturwissenschaftliche Zeitschrift Deutschlands „Orion“, die in 30 Ländern Verbreitung fand.

## Konzept der Lux-Lesebogen
Jedes der insbesondere für Jugendliche handlichen Hefte im Format 10,5 mal 15 cm behandelte ein in sich geschlossenes Thema aus verschiedenen Bereichen der Natur- und Geisteswissenschaften. Der Umfang betrug jeweils 32 Seiten, was zwei Druckbögen entsprach. Entscheidend für den Erfolg war in der wirtschaftlich problematischen Nachkriegszeit der auch damals niedrige Preis von zunächst 20, dann 25 und schließlich 30 Pfennigen. Die Auflagenhöhe betrug pro Heft 30.000 bis 60.000 Stück.

## Autoren
Die Autoren der einzelnen Hefte waren kompetente Wissenschaftler, Journalisten, Museumsdirektoren, Künstler und Forschungsreisende. Der sachkundige Lektor Erich Lasswitz gestaltete bereits vor dem Zweiten Weltkrieg das technische Feuilleton der Frankfurter Zeitung.
Fritz Bolle, der beim Verlag Droemer Knaur tätig gewesen war und dort Johannes Mario Simmel, Peter Bamm und Jürgen Thorwald betreut hatte, war Autor und wichtiger Lektor. An die 50 Hefte verfasste der Historiker Otto Zierer (u. a. Livingstone der Menschenfreund Heft 266). Als weitere wichtige Persönlichkeit zeichnete Karlheinz Dobsky für die Gestaltung der Heftumschläge fast aller Hefte verantwortlich. Seine modernen, graphisch feinen Entwürfe trugen sicherlich zum Erfolg der Heftreihe bei.

## Publikationsgeschichte
Mit Blick auf die angepeilte Leserschaft hießen die ersten Ausgaben der Lux-Lesebogen „Lux-Jugend-Lesebogen“. Da sich herausstellte, dass auch immer mehr Erwachsene die Hefte kauften, wurden sie ab Heft 45 in „Lux-Lesebogen“ umbenannt. Für die ersten Heftumschläge verwendete man historische Grafiken, ab Heft 63 schuf dann Karlheinz Dobsky modern gestaltete Grafiken, die perfekt auf das Thema des Hefts abgestimmt waren. Auffallend an den ersten Heften ist, dass selbst der Text in unterschiedlichen  Farben gedruckt wurde. Ab Heft 70 erhielten viele Ausgaben um das eigentliche Heft einen vierseitigen weißen Umschlag mit der Heftnummer sowie interessante Nachrichten aus Natur und Technik. Nachdem sich diese Heftreihe rasch als Sammelobjekt erwiesen hatte und immer mehr Nachbestellungen beim Verlag eingegangen waren, begann man die vergriffenen Hefte mit einem modernen Umschlag nachzudrucken. Für die zahlungskräftigere Klientel edierte man schließlich 15 Bände in normalem Buchformat zu 600 Seiten, die einem Thema gewidmet waren. Außerdem band man 24 auf ein einziges Thema ausgerichtete Lux-Lesebogen mit einem farbigen Kunststoffumschlag zusammen.

## Bilanz
Innerhalb der ersten drei Jahre erreichte die Gesamtauflage bereits vier Millionen Hefte. Als am 15. März 1964 das letzte Heft der Lux-Lesebogen erschienen war, konnte der Verlag 25 Millionen verkaufte Ausgaben verbuchen. Die Bedeutung dieser Heftreihe für viele junge Menschen in diesen Jahren ohne Fernseher und Computer lässt sich nicht in Zahlen ausdrücken. Sie war auf jeden Fall ein unschätzbarer Beitrag zur Neuvermittlung komplexen Wissens nach dem kulturellen Vakuum des Zweiten Weltkriegs.